# تازة قلعة (ملكان)
تازة قلعة هي قرية في مقاطعة ملكان، إيران. عدد سكان هذه القرية هو 3,691 في سنة 2006.